# کمبر ول، ویکتوریا
کمبر ول (به انگلیسی: Camberwell) یک منطقهٔ مسکونی در استرالیا است که در City of Boroondara واقع شده‌است.